# Ophiusa (bướm đêm)
Ophiusa  là một chi bướm đêm thuộc họ Erebidae.

## Các loài
- Ophiusa alorensis (Gaede, 1938)
- Ophiusa alticola (Hampson, 1913)
- Ophiusa ambigua (Gerstaecker, 1871)
- Ophiusa anomala (Berio, 1955)
- Ophiusa arfaki Bethune-Baker 1910
- Ophiusa cancellata (Saalmüller, 1891)
- Ophiusa conspicienda (Walker, 1858)
- Ophiusa costiplaga (Hulstaert, 1924)
- Ophiusa dargei (Laporte, 1977)
- Ophiusa david (Holland, 1894)
- Ophiusa davidioides (Strand, 1918)
- Ophiusa dianaris (Guenée, 1852)
- Ophiusa despecta (Holland, 1894)
- Ophiusa diagarmma Lower, 1903
- Ophiusa digona Mabille, 1879
- Ophiusa dilecta Walker, 1865
- Ophiusa discriminans (Walker, 1858)
- Ophiusa disjungens (Walker, 1858)
- Ophiusa fijiensis (Robinson, 1969)
- Ophiusa finifascia (Walker, 1858)
- Ophiusa flavociliata (Aurivillius, 1925)
- Ophiusa gonoptera Hampson, 1910 (đồng nghĩa: Ophiusa extincta (Gaede, 1917))
- Ophiusa grandidieri (Viette, 1966)
- Ophiusa hituense (Pagenstecher, 1884)
- Ophiusa hopei Boisduval, 1833
- Ophiusa hypoxantha (Hampson, 1918)
- Ophiusa inangulata (Gaede, 1917)
- Ophiusa indistincta Moore, 1882 (đồng nghĩa: Ophiusa fervida (Butler, 1883))
- Ophiusa kenricki Bethune-Baker 1906
- Ophiusa legendrei Viette, 1966
- Ophiusa mabillei (Viette, 1974)
- Ophiusa mejanesi (Guenée, 1852)
- Ophiusa melaconisia Hampson, 1905
- Ophiusa microtirhaca Sugi, 1990
- Ophiusa mimetica (Berio, 1954)
- Ophiusa nocturnia Hampson, 1902
- Ophiusa novenaria (Lucas, 1898)
- Ophiusa obsolescens (Hampson, 1918)
- Ophiusa olista Swinhoe, 1893
- Ophiusa overlaeti (Berio, 1956)
- Ophiusa parcemacula (Lucas, 1891)
- Ophiusa pelor (Mabille, 1881)
- Ophiusa pseudotirhaca (Berio, 1956)
- Ophiusa punctiquadrata (Berio, 1974)
- Ophiusa rectificata (Berio, 1941)
- Ophiusa recurvata (Hampson, 1913)
- Ophiusa reducta (Mabille, 1880)
- Ophiusa rogata (Berio, 1954)
- Ophiusa rufescens (Hampson, 1913)
- Ophiusa salita Distant, 1898
- Ophiusa samoensis (Tams, 1935)
- Ophiusa selenaris (Guenée, 1852) (đồng nghĩa: Ophiusa obhaerens Walker, 1858, Ophiusa welwitschi (Felder và Rogenhofer, 1874))
- Ophiusa simplex Berio 1978
- Ophiusa subdiversa (L.B. Prout, 1919)
- Ophiusa tettensis (Hopffer, 1858)
- Ophiusa tirhaca (Cramer, [1777])
- Ophiusa tirhacoides
- Ophiusa trapezium Guenée, 1852
- Ophiusa triphaenoides Walker, 1858
- Ophiusa tumidilinea Walker, 1858
- Ophiusa tumiditermina Hampson, 1910
- Ophiusa umbrilinea (Hampson, 1902)
- Ophiusa verecunda (Holland, 1894)
- Ophiusa violascens Hampson, 1902
- Ophiusa violisparsa (L.B. Prout, 1919)
- Ophiusa waterloti Viette, 1982
- Ophiusa xylochroa (Druce, 1912)

Ophiusa coronata Fabricius, 1775 is now placed in Thyas as Thyas coronata.

## Hình ảnh

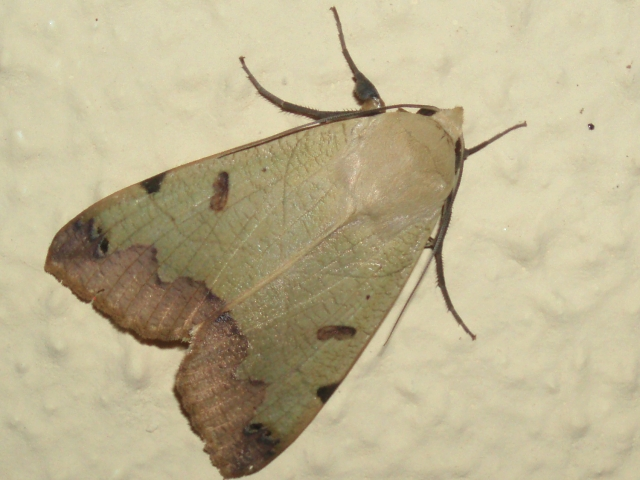
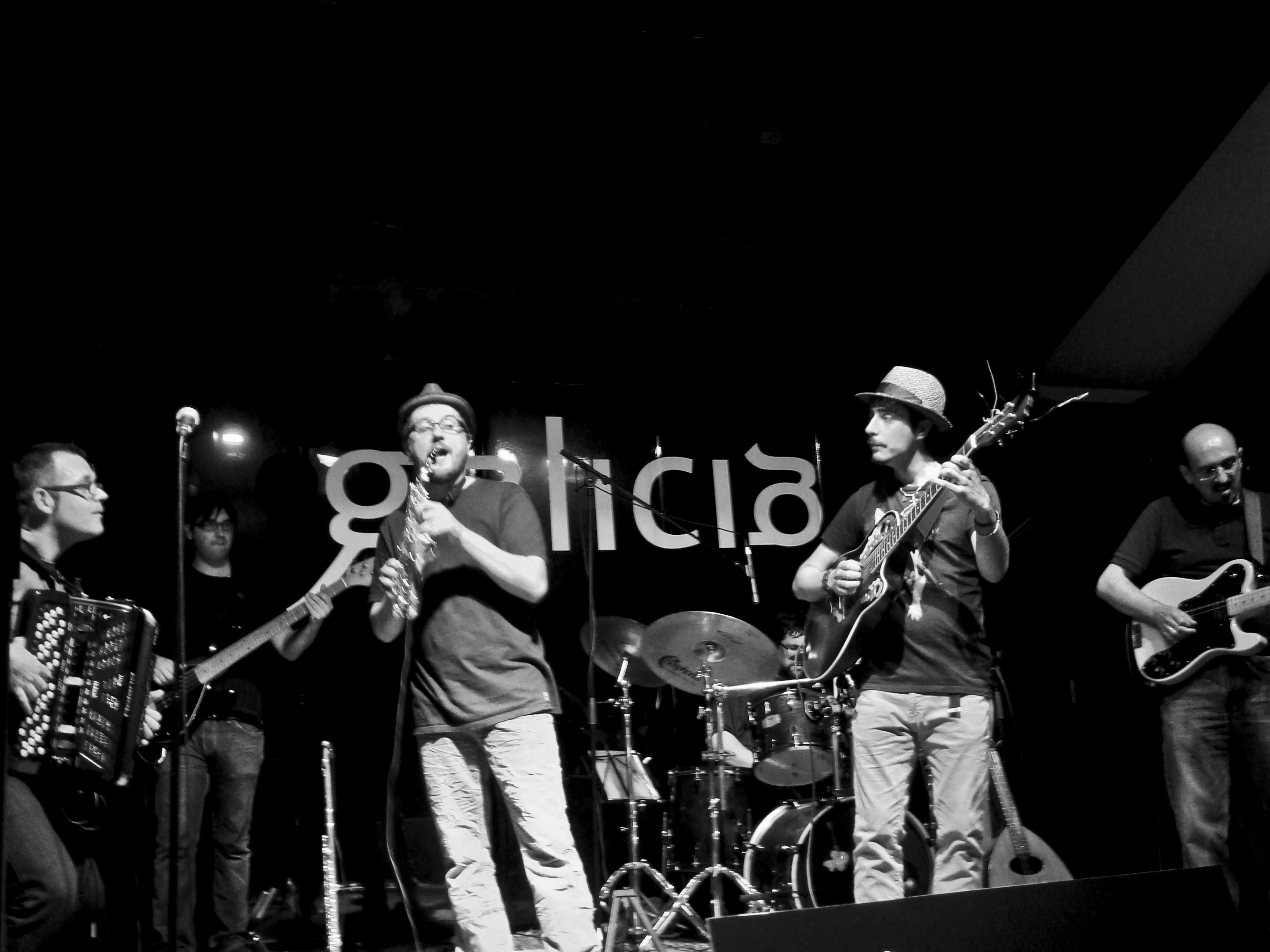